# داوید استوکس
داوید استوکس (اسپانیایی: David Stokes‎؛ زادهٔ ۴ ژانویهٔ ۱۹۴۶) بازیکن فوتبال اهل گواتمالا بود.
وی همچنین در تیم ملی فوتبال گواتمالا بازی کرده است.